# Kantentaster

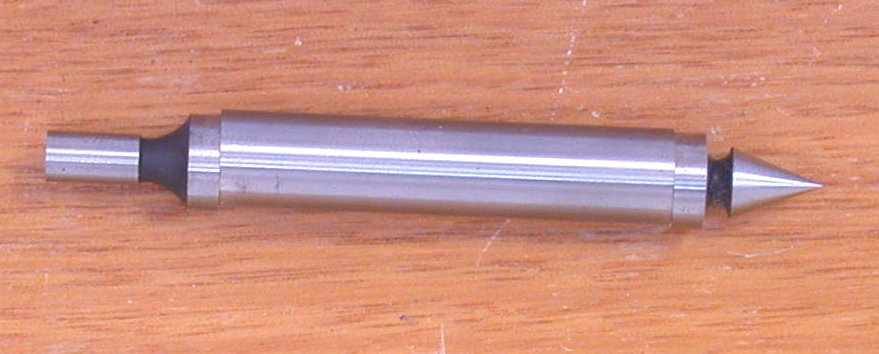
Mechanischer Kantentaster für Kanten (links) und Bohrungen (rechts)

Ein Kantentaster (engl.: wiggler oder edge-finder) ist ein Einstellgerät, das in der zerspanenden Bearbeitung ermöglicht, die Spindel der Bearbeitungsmaschine mit der Drehachse exakt auf die Kante des Werkstückes auszurichten. Es gibt mechanische Kantentaster mit einer Genauigkeit von etwa 0,005 mm sowie elektronische mit einer Genauigkeit bis etwa 0,002 mm.
Der mechanische Kantentaster wird an die Spindel einer Fräsmaschine montiert und besteht aus zwei abgesetzten Zylindern, die am dickeren Durchmesser aufliegen und im Inneren durch eine Feder verbunden sind. Bei niedriger Umdrehungszahl der Spindel, in der Regel 300…600/min, entsteht eine Exzentrizität des unteren Zylinders zur Drehachse des oberen, in der Spindel eingespannten Zylinders. Der Kantentaster läuft sichtbar unrund. Bei langsamem Anfahren an die Werkstückkante nähern sich die Achsen der beiden Zylinder, bis sie fast zentrisch liegen, der Taster läuft nun rund. Sobald die Achsen genau übereinander liegen, verspringt der Kantentaster ein Stück. Der Taster liegt nun an der Kante an. Verfährt man die Spindel nun noch um den Zylinderradius, liegt die Spindelachse exakt über der Werkstückkante.
Nach dem gleichen Prinzip lassen sich mit konisch geformten Tastköpfen die Mittellinien von Bohrungen ermitteln.
Elektronische Kantentaster arbeiten entweder nach derselben Funktionsweise und zeigen lediglich die Deckung der Achsen durch ein optisches (LED) oder akustisches Signal an, oder aber der Kantentaster detektiert die Kante des Werkstückes über das Schließen eines Stromkreises bei Berührung. In letzterem Fall kann das Einmessen bei ruhender Spindel und mit höherer Genauigkeit erfolgen. Dieses Messverfahren ist nicht anwendbar bei Kunststoffen und Holz, da diese keinen elektrischen Strom leiten.